# Hospital HM Rosaleda
El Hospital HM La Rosaleda, antiguo Hospital Policlínico La Rosaleda, es un hospital privado situado en la ciudad de Santiago de Compostela, España.

## Historia
Fue idea del doctor Gerardo Fernández Albor, y en 1960 se inició su construcción con el patrocinio de Eduardo Cancelo Puga. Fue inaugurado en 1964, como proyecto de los doctores Fernández Albor, Cancelo Puga, Luciano García Alén, Agustín Sixto Seco, Cabo Rey, Fermín Bescansa Martínez, Moreno de Orbe, José María Balboa Troiteiro, Manuel Anxo Cortizo Blanco y Carlos Leira Tormo.
Creado con el nombre de Hospital Policlínico La Rosaleda, cambió de denominación tras ser adquirido por HM Hospitales en 2017.